# Kelnski jezik
Kelnski jezik (ISO 639-3: ksh; njemački i ripuarijski kölsch; limburški kölsj; colognian), jezik ripuarijskog ogranka srednjonjemačkih jezika koji danas govori oko 250 000 ljudi (1997 Holger Jakobs), potomaka Ripuarskih Franaka u području grada Kölna i okolice. Svi govornici kelnskog kao drugi jezik koriste standardni njemački. 

## Vanjske poveznice
- Ethnologue (14th)
- Ethnologue (15th)